# Толстые лори
То́лстые ло́ри (лат. Nycticebus) — один из пяти родов лори. В англоязычной литературе род называется «медленным лори» (англ. slow loris). Род описан Этьеном Жоффруа Сент-Илером в 1812 году.

## Описание
Толстые лори сходны с остальными лориевыми. Длина тела 18—38 см, хвост маленький, масса до 1,5 кг (у самого крупного вида, бенгальского лори, масса тела варьируется от 1134 до 1605 г, у самого мелкого — калимантанского лори — от 265 до 300 г), голова округлая, с сильно укороченной мордой. Волосяной покров густой и мягкий, жёлтого или сероватого цвета, более светлый на брюхе, от шеи вдоль позвоночника имеется тёмная полоса.
До 2022 года толстые лори считались единственным известным родом ядовитых приматов и одним из всего лишь семи известных ядовитых млекопитающих (в 2022 году малые лори, ранее классифицировавшиеся в составе толстых лори, были выделены в самостоятельный род Xanthonycticebus). Яд выделяется железами на передних конечностях. В смеси со слюной яд или размазывается по голове, чтобы отпугивать хищников, или держится во рту, позволяя лори особенно болезненно кусаться. Яд толстых лори способен вызвать удушье и смерть не только у мелких животных, но даже и человека. Втёртый в мех яд служит также защитой от паразитов. В структуре яда толстых лори обнаружен белок, близкий к «кошачьему аллергену» Fel-d1. Поскольку у кошек этот белок используется как средство видового опознания и для того, чтобы «столбить» территорию, зоологи высказывают предположение, что и яд толстых лори мог играть схожую роль как минимум на определённом этапе их эволюции. Исследователи толстых лори выдвигают также гипотезу, согласно которой развитие ядовитых желёз у этого рода связано с мимикрией. Яд толстых лори, согласно этой гипотезе, как и чёрные «очки» вокруг глаз и шипящие звуки, издаваемые в момент опасности, призван придать этим приматам сходство с очковой змеёй.

## Ареал и образ жизни
Ареал толстых лори расположен в восточном Бангладеш, Северо-Восточной Индии, Индокитае и на островах Западной Индонезии, на север — до китайской провинции Юньнань, на восток — до Филиппин. Распространены лори в тропических лесах.
Толстые лори ведут ночной образ жизни, проводя светлое время суток во сне на деревьях или лианах (у одного толстого лори может быть до 60 излюбленных мест для сна) и оживляясь на закате. Спят в основном поодиночке, также в одиночестве проводя большую часть (более 90 %) ночного времени. Беременность по разным данным от 90 до 174—180 дней, рождается обычно один детёныш. Диплоидное число хромосом — 50.
Обладая чрезвычайно медленным по сравнению с другими млекопитающими того же размера метаболизмом, толстые лори ведут неторопливый образ жизни. Диета толстых лори состоит в различных пропорциях в зависимости от времени года из древесной смолы, плодов, нектара и членистоногих (насекомых и пауков). Толстые лори ловят насекомых одной или обеими руками, иногда хватаясь пальцами ног за ветки для лучшего равновесия. Основные естественные враги — питоны, изменчивый хохлатый орёл Nisaetus cirrhatus и орангутаны. К циветам и совам толстые лори относятся спокойно и сами не вызывают у них агрессивной реакции.

## Виды
Исторически зоологами выделялось до девяти отдельных видов толстых лори, но в 1953 году большинство этих видов было сведено только к двум: бенгальскому (N. bengalensis) и медленному (N. coucang). Генетические и морфологические исследования в середине 1990-х и начале 2000-х годов показали, что вид N. coucang не так монолитен, как считалось до этого, и в этот период из него были выделены три новых вида. В 2007 году выделялись пять видов толстых лори:
- Nycticebus bengalensis — Бенгальский лориtypus
- Nycticebus coucang — Медленный лори
- Nycticebus javanicus — Яванский лори
- Nycticebus menagensis — Калимантанский лори
- Nycticebus pygmaeus — Малый лори

В некоторых источниках упоминается шестой, вымерший, вид Nycticebus linglom, но его ставят под сомнение, так как выводы были сделаны всего на основании одного найденного зуба.
В 2013 году анализ особей, ранее относившихся к калимантанским лори, позволил выделить ещё три вида толстых лори — N. kayan, N. bancanus и N. borneanus, — ранее рассматривавшихся как разновидности калимантанского лори. В 2022 году на основании морфологических, поведенческих, кариотипических и генетических данных было предложено выделить малого лори в самостоятельный род Xanthonycticebus.
В 2023 году был выделен ещё один отдельный вид — Nycticebus hilleri.

## Использование человеком

### Ритуальное использование
Народные поверья, традиции и обычаи, связанные с толстыми лори, существуют уже более трёх столетий, а согласно устным преданиям — ещё дольше. В конце XIX — начале XX века сообщалось о вере жителей внутренних районов острова Борнео в то, что толстые лори — привратники небесных врат и что у каждого человека есть свой персональный лори, который ждёт его там после смерти. Но чаще встречается использование толстых лори в народной медицине или для того, чтобы отгонять злых духов.
Жители провинции Мондолькири Камбоджи верят, что толстые лори способны волшебным образом излечивать переломы своих костей, полученные при падении с дерева, потому что эти животные сразу же начинают взбираться обратно на дерево, а также потому, что их не убьёшь одним ударом палкой. Существует поверье, что волшебная целительная сила толстого лори способна подействовать и на человека, излечивая переломы и другие заболевания. Охотники в Мондолькири также верят в примету, что увидеть толстого лори — к неудачной охоте. Однако в Северной Суматре существует другое народное поверье — что толстый лори принесёт удачу, если его закопать под фундаментом дома. Из-за этого же поверья крестьяне Северной Суматры закапывают толстых лори под дорогами, думая, что это поможет предотвратить дорожно-транспортные происшествия.
Жительницы Явы считают, что если положить череп толстого лори в кувшин с водой, то эта вода сделает мужа более тихим и послушным, вялым, как лори днём. В Северной Суматре части те́ла лори используют, чтобы насылать проклятья на врагов. Жёлчный пузырь бенгальского лори традиционно используется в камбоджийских провинциях Поусат и Кохконг для изготовления чернил для татуировки.

### Использование в народной медицине
Использование толстых лори в традиционной народной медицине распространено во всех регионах, где они встречаются в природе. Первые сообщения исследователей об этом появились в начале XX века, но традиционная практика могла существовать и намного раньше. По меньшей мере несколько тысяч животных в год добывается для использования в народной медицине. Действенность лекарств из толстых лори не подтверждена независимыми исследованиями, и в научной медицине такие препараты не применяются. Основные причины популярности этих народных средств — социальные обычаи, экономические факторы и традиционные верования.
Традиционное использование бенгальских и малых лори в лечебных целях издавна практикуется и широко распространено в Камбодже. В магазинах народной медицины в Пномпене наибольшим спросом пользуются малые лори; видимо, их используют наиболее часто. Некоторые жители Камбоджи верят, что засушенные толстые лори могут излечить рак; из них же делают народные средства от многих других заболеваний: например, кхмерские народные целители заявляют, что лекарства из толстых лори могут излечить сто болезней. Сообщается о случаях крайне жестокого обращения с этими животными при этом .
Все части тела бенгальского лори, в том числе мозг и кожу, а также мочу животного используют в народной медицине для лечения ранений и ревматизма. Используют кожу, лапы, скелет и череп медленного лори. Шкура лори используется для лечения ран, внутренности — эпилепсии, мясо — астмы и желудочных заболеваний. Малый лори ценится, в основном, за его шерсть, которая также используются в народной медицине; из малых лори также получают «костный клей обезьяны» — ещё одно народное средство, используемое, большей частью, местными жителями, но иногда продаваемое туристам. Кости медленных лори носят как амулет, привлекающий удачу, а их мясом иногда пытаются вылечить лепру.
Основные покупатели народных средств из толстых лори — обеспеченные женщины от 25 до 45 лет; у них наиболее популярным средством является тоник, облегчающий боль при родах, который получают, смешав бутылку рисового вина и части тела трёх толстых лори. Этнические меньшинства в Камбодже используют препараты из толстых лори для лечения переломов, астмы и заболеваний, передающихся половым путём. Исследование приматолога Анны Некарис, проведённое в 2010 году, показало, что вера в целительную силу толстых лори настолько сильна, что большинство респондентов даже не рассматривают возможность лечения другими методами.

## Содержание и разведение в неволе

### Профессиональное содержание в неволе
Бенгальские лори и медленные лори плохо приживаются в зоопарках. По данным «Международной системы информации о видах» (МСИВ), в 2011 году во всех зоопарках мира проживало всего 11 особей бенгальского лори и 53 особи медленного лори. В зоопарках Северной Америки проживало 29 особей всех видов толстых лори (за исключением малых), причём несколько из них оказались бесплодными межвидовыми гибридами, а многие другие были уже старше репродуктивного возраста. Последнее на сегодня известное рождение в неволе детёныша бенгальского лори произошло в 2001 году в зоопарке Сан-Диего. Меньше всего в зоопарках яванских толстых лори: по данным МСИВ, в 2011 году их было только три особи.
В то же время малые лори приживаются в неволе значительно лучше; их в зоопарках было 100 особей в 2011 году. В североамериканских зоопарках их популяция с конца 1980-х годов, когда они были импортированы, и до 2008 года даже увеличилась до 74 особей, в основном — за счёт рождений в зоопарке Сан-Диего.
Зоопарк Сан-Диего издал пособие по разведению толстых лори, занимается просвещением населения по этому вопросу, проводит полевые исследования и поддерживает спасательно-реабилитационные центры.
Почта Вьетнама выпустила марку с изображением бенгальского лори с детёнышем, опубликованным зоопарком Сан-Диего.

### Экзотические домашние животные
Даже в лучших центрах разведения животных разведение лори связано с огромными трудностями, и просто сохранить им жизнь часто бывает нелегко. В продаже часто попадаются лори, пойманные в дикой природе, и хотя торговцы говорят, что животные выращены в неволе, — очень сомнительно, чтобы это было правдой.
Толстые лори как экзотические домашние животные наиболее популярны в Японии, особенно среди женщин. По данным Японского общества охраны дикой природы (ЯООДП) (англ. Japan Wildlife Conservation Society (JWCS)), основные мотивы приобретения толстых лори — то, что эти зверьки небольшие, их якобы легко содержать, они не издают криков и просто очень милые. Наряду с обыкновенными беличьими обезьянами, толстые лори — самые популярные домашние питомцы в Японии, поэтому японские зоомагазины часто открыто предлагают их, порой даже на своих сайтах; цены варьируются от 1500 долларов США до 5000 и выше. При этом, по данным Всемирного центра мониторинга охраны природы (англ. World Conservation Monitoring Centre), легальный импорт толстых лори в Японию составил всего несколько десятков особей за весь 2006 год. Такое количество объявлений о продаже этих животных в Японии вызывает подозрения в том, что большая часть их была отловлена и перевезена незаконно. Случаи контрабанды толстых лори отмечались также в Китае, Европе, США, Саудовской Аравии и на Тайване. По данным Анны Некарис, контрабанда и незаконная торговля толстыми лори распространена также в Польше и в России.
Толстые лори стали популярными домашними питомцами даже в тех странах, где они обитают в природе и не являются заморскими экзотическими животными. Индонезийские виды толстых лори уже чаще продаются в качестве домашних животных, нежели для использования в народной медицине или магии. Местные жители всё чаще покупают их в качестве «живых игрушек» для детей, западные туристы и экспатрианты — из жалости, не осознавая, что покупка незаконно отловленных животных стимулирует браконьеров и способствует исчезновению толстых лори в природе. Большинство покупателей (как местных, так и приезжих) вообще ничего не знает ни о жизни этих приматов, ни о том, что они находятся под угрозой исчезновения, ни о том, что торговля ими запрещена. В 2000-х годах толстые лори регулярно продавались на птичьем рынке в Медане (Северная Суматра). По данным 59 месячных исследований и опросов местных торговцев, всего на этом рынке было продано около тысячи особей толстых лори, добытых в дикой природе в этом же регионе. От 15 до 45 зверьков исследователям удалось увидеть своими глазами в продаже на рынке.
Детёнышей толстых лори часто отнимают от родителей преждевременно, когда детёныши ещё не могут самостоятельно ухаживать за собой, вылизывать свою шёрстку от мочи, фекалий и жировых выделений. В клетке из тонкой проволоки толстый лори может легко повредить себе кровеносные сосуды в лапах. Кроме того, эти животные очень чувствительны к раздражениям и стрессу и вообще плохо приживаются в неволе — даже при правильном питании и надлежащем уходе. Естественная диета толстых лори, живущих в природных условиях, изучена недостаточно, и даже специалисты не знают точно, какое питание лучше всего подойдёт для них. Неправильное же питание приводит к кариесу, диабету, ожирению, почечной недостаточности. Содержание толстых лори в неволе осложняется ещё и тем, что это ночные животные, и зачастую хозяева спят, когда их питомцы бодрствуют, и не могут обеспечить правильный уход.

## Охрана и восстановление численности

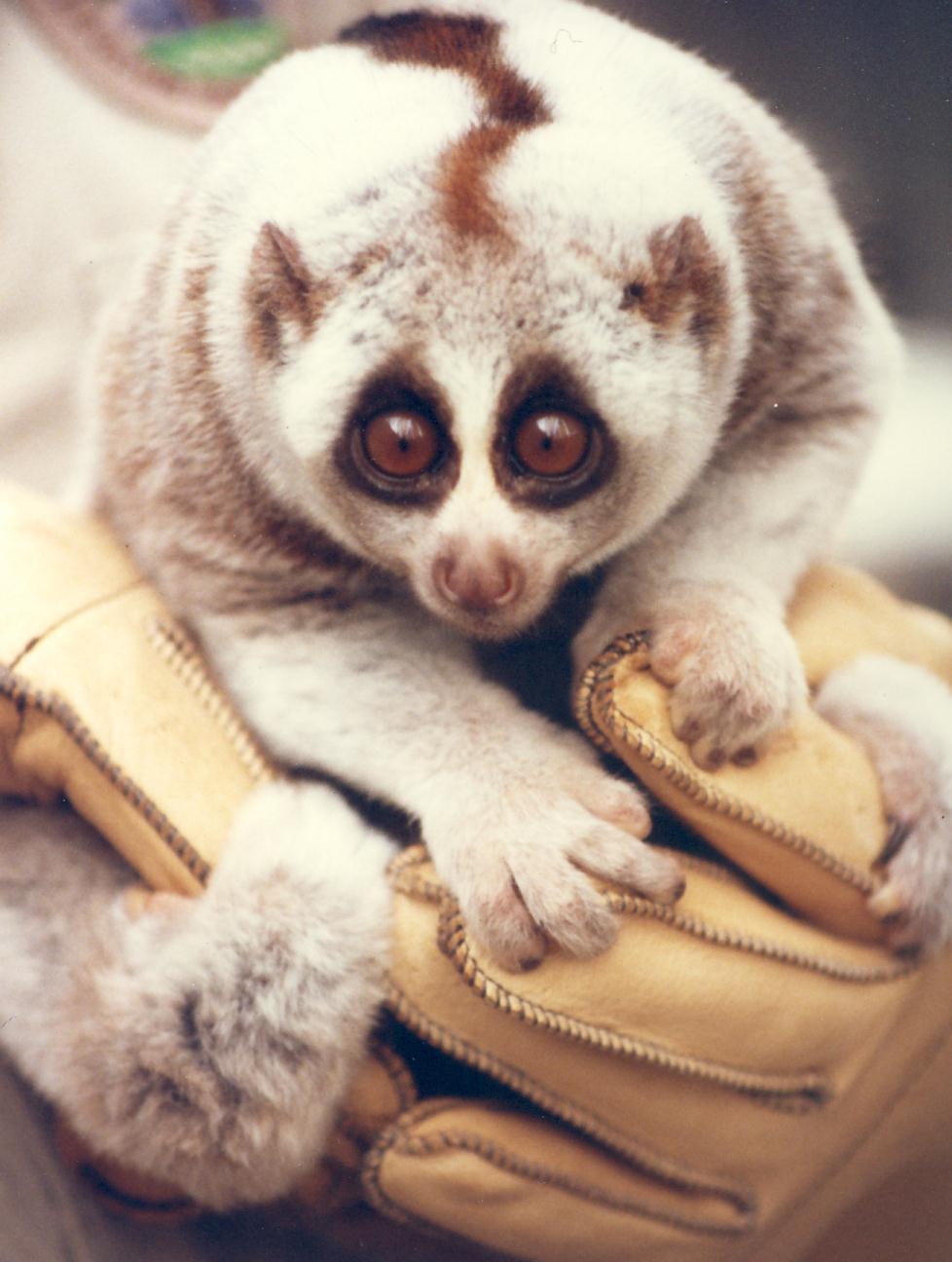
Бенгальский лори

Международный союз охраны природы с 2007 года относит все пять видов толстых лори к уязвимым либо вымирающим. Основные угрозы их существованию — уничтожение и дробление мест обитания в результате обезлесения, выборочной рубки леса, подсечно-огневого земледелия, а также браконьерская добыча с целью употребления в пищу их мяса, использования в народной медицине или продажи живых лори в качестве экзотических домашних животных.
Конвенция о международной торговле видами дикой фауны и флоры, находящимися под угрозой исчезновения и национальные законы всех государств, на территориях которых обитают дикие толстые лори, запрещают либо значительно ограничивают охоту и лов толстых лори, внутреннюю и международную торговлю ими. Но принятые законы не всегда и не везде исполняются, браконьерство и контрабанда животных остаются серьёзной проблемой.
Бенгальские, яванские и медленные лори плохо приживаются и ещё хуже размножаются в неволе, малые лори — несколько лучше. Надлежащий уход за ними сложно осуществлять даже специалистам. Эти животные сильно чувствительны к травмам, инфекционным заболеваниям и стрессам, поэтому пойманные лори часто гибнут, а выживших далеко не всегда возможно вернуть в природу.
Популяции диких толстых лори, обитающие на особо охраняемых природных территориях, недостаточно изучены, и возможность сохранения видов и восстановления численности остаётся под вопросом.